# Football à 7 aux Jeux paralympiques
Le football à 7 aux Jeux paralympiques est une épreuve paralympique ,,, qui est un dérivé du football pour les paralytiques cérébraux.
Le tournoi est exclusivement masculin. Lors de sa première apparition en 1984, il y avait aussi un tournoi en fauteuil roulant avec trois équipes. L'épreuve n'apparait plus au programme à partir de 2020, notamment pour des raisons de logistique et du non-respect de la parité hommes/femmes (peu de femmes ont encore en 2020 un niveau de compétition internationales).

## Palmarès
| 1re | 1984 | Stoke Mandeville | Belgique | 1 - 0 | Irlande  | Royaume-Uni | 3 - 1 | Portugal    |
| 2e  | 1988 | Séoul            | Pays-Bas | NC    | Belgique | Irlande     | NC    |             |
| 3e  | 1992 | Barcelone        | Pays-Bas | 3 - 2 | Portugal | Irlande     | 2 - 1 | Royaume-Uni |
| 4e  | 1996 | Atlanta          | Pays-Bas | 3 - 1 | Russie   | Espagne     | 2 - 1 | États-Unis  |
| 5e  | 2000 | Sydney           | Russie   | 3 - 2 | Ukraine  | Brésil      | 2 - 1 | Portugal    |
| 6e  | 2004 | Athènes          | Ukraine  | 4 - 1 | Brésil   | Russie      | 5 - 0 | Argentine   |
| 7e  | 2008 | Pékin            | Ukraine  | 2 - 1 | Russie   | Iran        | 4 - 0 | Brésil      |
| 8e  | 2012 | Londres          | Russie   | 1 - 0 | Ukraine  | Iran        | 5 - 0 | Brésil      |
| 9e  | 2016 | Rio de Janeiro   | Ukraine  | 2 - 1 | Iran     | Brésil      | 3 - 1 | Pays-Bas    |

| Édition | Année | Hôte(s)          | Médaille d'or, Jeux olympiques | Médaille d'argent, Jeux olympiques | Médaille de bronze, Jeux olympiques |
| ------- | ----- | ---------------- | ------------------------------ | ---------------------------------- | ----------------------------------- |
| 1re     | 1984  | Stoke Mandeville | États-Unis                     | Canada                             | Royaume-Uni                         |

## Tableau des médailles
Les tableaux ci-dessous présentent le bilan, par nations, des médailles obtenues lors des Jeux paralympiques d'été. Le rang est obtenu par le décompte des médailles d'or, puis en cas d'ex æquo, des médailles d'argent, puis de bronze.
| Rang  | Nation          | Or | Argent | Bronze | Total |
| ----- | --------------- | -- | ------ | ------ | ----- |
| 1     | Ukraine         | 3  | 2      | 0      | 5     |
| 2     | Pays-Bas        | 3  | 0      | 0      | 3     |
| 3     | Russie          | 2  | 2      | 1      | 5     |
| 4     | Belgique        | 1  | 1      | 0      | 2     |
| 5     | États-Unis      | 1  | 0      | 0      | 1     |
| 6     | Brésil          | 0  | 1      | 2      | 3     |
| 6     | Iran            | 0  | 1      | 2      | 3     |
| 6     | Irlande         | 0  | 1      | 2      | 3     |
| 9     | Canada          | 0  | 1      | 0      | 1     |
| 9     | Portugal        | 0  | 1      | 0      | 1     |
| 11    | Grande-Bretagne | 0  | 0      | 2      | 2     |
| 12    | Espagne         | 0  | 0      | 1      | 1     |
| Total | Total           | 10 | 10     | 10     | 30    |